# Saint-Pierre-du-Champ
Saint-Pierre-du-Champ ist eine französische Gemeinde mit 555 Einwohnern (Stand: 1. Januar 2022) im Département Haute-Loire in der Region Auvergne-Rhône-Alpes. Sie gehört zum Arrondissement Le Puy-en-Velay und zum Kanton Plateau du Haut-Velay granitique. Die Einwohner werden Voreysiens genannt.

## Geographie
Saint-Pierre-du-Champ liegt etwa 21 Kilometer nördlich von Le Puy-en-Velay im Zentralmassiv. Die westliche Gemeindegrenze bildet der Fluss Arzon.

### Nachbargemeinden
Die Nachbargemeinden von Saint-Pierre-du-Champ sind Saint-Georges-Lagricol im Norden, Saint-Julien-d’Ance im Nordosten, Saint-André-de-Chalencon im Osten, Roche-en-Régnier im Osten und Südosten, Vorey im Süden, Bellevue-la-Montagne im Südwesten sowie Chomelix im Westen und Nordwesten.

## Bevölkerungsentwicklung
| Jahr                       | 1962 | 1968 | 1975 | 1982 | 1990 | 1999 | 2006 | 2013 | 2020 |
| Einwohner                  | 803  | 715  | 618  | 541  | 520  | 520  | 504  | 510  | 544  |
| Quellen: Cassini und INSEE |      |      |      |      |      |      |      |      |      |

## Sehenswürdigkeiten

Kirche Saint-Pierre

- Kirche Saint-Pierre
- Mehrere Menhire

## Persönlichkeiten
- Léon Chambon (1905–1987), römisch-katholischer Ordensgeistlicher, Bischof von Bossangoa